# العلاقات الأرمنية البريطانية
العلاقات الأرمينية البريطانية هي العلاقات الثنائية التي تجمع بين أرمينيا والمملكة المتحدة.

## مقارنة بين البلدين
هذه مقارنة عامة ومرجعية للدولتين:
| وجه المقارنة                                              | أرمينيا                    | المملكة المتحدة                 |
| --------------------------------------------------------- | -------------------------- | ------------------------------- |
| المساحة (كم2)                                             | 29.74 ألف                  | 242.50 ألف                      |
| عدد السكان (نسمة)                                         | 2.93 مليون                 | 66.02 مليون                     |
| الكثافة السكانية (ن./كم²)                                 | 98.52                      | 272.25                          |
| العاصمة                                                   | يريفان                     | لندن                            |
| اللغة الرسمية                                             | لغة أرمنية                 | لغة إنجليزية، اللغة الويلزية    |
| العملة                                                    | درام أرميني                | جنيه إسترليني                   |
| الناتج المحلي الإجمالي (بليون دولار)                      | 11.54 مليار                | 2.62 تريليون                    |
| الناتج المحلي الإجمالي (تعادل القوة الشرائية) بليون دولار | 25.41 مليار                | 2.72 تريليون                    |
| الناتج المحلي الإجمالي الاسمي للفرد دولار أمريكي          | 3.49 ألف                   | 43.88 ألف                       |
| الناتج المحلي الإجمالي للفرد دولار أمريكي                 | 8.07 ألف                   | 40.23 ألف                       |
| مؤشر التنمية البشرية                                      | 0.743                      | 0.907                           |
| رمز المكالمات الدولي                                      | +374                       | +44                             |
| رمز الإنترنت                                              | .am، .հայ ‏                 | .uk، .gb                        |
| المنطقة الزمنية                                           | ت ع م+04:00، توقيت أرمينيا | توقيت غرينيتش، توقيت غرب أوروبا |

## منظمات دولية مشتركة
يشترك البلدان في عضوية مجموعة من المنظمات الدولية، منها:
| علم المنظمة | اسم المنظمة                               | تاريخ انضمام أرمينيا | تاريخ انضمام المملكة المتحدة |
| ----------- | ----------------------------------------- | -------------------- | ---------------------------- |
|             | بنك التنمية الآسيوي                       | 2005                 | 1966                         |
|             | وكالة ضمان الاستثمار متعدد الأطراف        | 5 ديسمبر 1995        | 12 أبريل 1988                |
|             | الأمم المتحدة                             | 2 مارس 1992          | 24 أكتوبر 1945               |
|             | الفريق المعني برصد الأرض                  | ?                    | ?                            |
|             | منظمة حظر الأسلحة الكيميائية              | ?                    | ?                            |
|             | منظمة التجارة العالمية                    | 5 فبراير 2003        | 1995                         |
|             | منظمة الشرطة الجنائية الدولية             | ?                    | ?                            |
|             | منظمة الأمن والتعاون في أوروبا            | 30 يناير 1992        | 25 يونيو 1973                |
|             | مؤسسة التنمية الدولية                     | 25 أغسطس 1993        | 24 سبتمبر 1960               |
|             | يونسكو                                    | 9 يونيو 1992         | 4 نوفمبر 1946                |
|             | مجلس أوروبا                               | 25 يناير 2001        | 5 مايو 1949                  |
|             | الاتحاد البريدي العالمي                   | ?                    | ?                            |
|             | البنك الدولي للإنشاء والتعمير             | 16 سبتمبر 1992       | 27 ديسمبر 1945               |
|             | الاتحاد الدولي للاتصالات                  | 30 يونيو 1992        | 24 فبراير 1871               |
|             | مؤسسة التمويل الدولية                     | 18 أبريل 1995        | 20 يوليو 1956                |
|             | المنظمة الأوروبية لسلامة الملاحة الجوية   | 2006                 | 1960                         |
|             | المركز الدولي لتسوية المنازعات الاستشارية | 16 أكتوبر 1992       | 18 يناير 1967                |

## أعلام
هذه قائمة لبعض الشخصيات التي تربطها علاقات بالبلدين:
- ارمين سركيسيان (23 يونيو 1953 – )
- كارين كازينيان (دبلوماسية أرمنية، 8 يناير 1955 – 6 ديسمبر 2012)

## وصلات خارجية
- موقع وزارة الخارجية الأرمينية
- موقع وزارة الخارجية البريطانية